# La Viosèna
Viosena (Viozene en italià) és una fracció o frazione del municipi d'Ormea, a l'Alta Val Tàner, entre les províncies de Cuneo i Imperia, a les Valls Occitanes.
És dominada pel Mont de las Monjòias, i forma part de la terra en què es parla occità.

## Llocs i monuments
- el Mont de las Monjòias
- el Pas de las Fascètas
- el Bòsc de las Navètas